# 恒大集團
恒大集团（英語：Evergrande Group，港交所除牌前：3333），簡稱恒大，是總部位于深圳的中国大型综合性企业集团，1996年由许家印在广州创办。集团核心业务为房地产开发，是中国大型地产发展商之一，项目遍及全国两百多个城市，此外亦發展新能源汽车、旅游、体育、金融、健康养老等多元化業務。其入股的广州恒大淘宝足球俱乐部是亚洲近年表现最出色的足球俱乐部之一。集团于2016年进入《财富》世界500强，2020年排行第152位。2021年9月时，恒大集团深陷债务危机，欠供应商、债权人和投资者总计1.9665万亿元人民币（合3000多亿美元），大致相当于2020年中国国内生产总值的2%。赵长龙于2021年7月8日调任为恒大物业集团有限公司的执行董事兼副董事长兼总经理。2023年，恒大連續補發2021年報及2022年報，截至2022年末，負債總額為2.44兆元。同年8月，恒大集團依據美國「破產法」第十五章向紐約曼哈頓法庭提出相關申請。9月28日，恒大集團於香港聯交所發布公告，董事會主席許家印因涉嫌違法犯罪，已被依法採取強制措施。恒大集團及旗下公司股票全面暫停交易，當中包括恒大集團、恒大物業集團有限公司和恒大新能源汽車集團有限公司。2024年，香港高等法院下令中国恒大集团即时清盘，並在幾個月後要求前高層披露資產。

## 历史

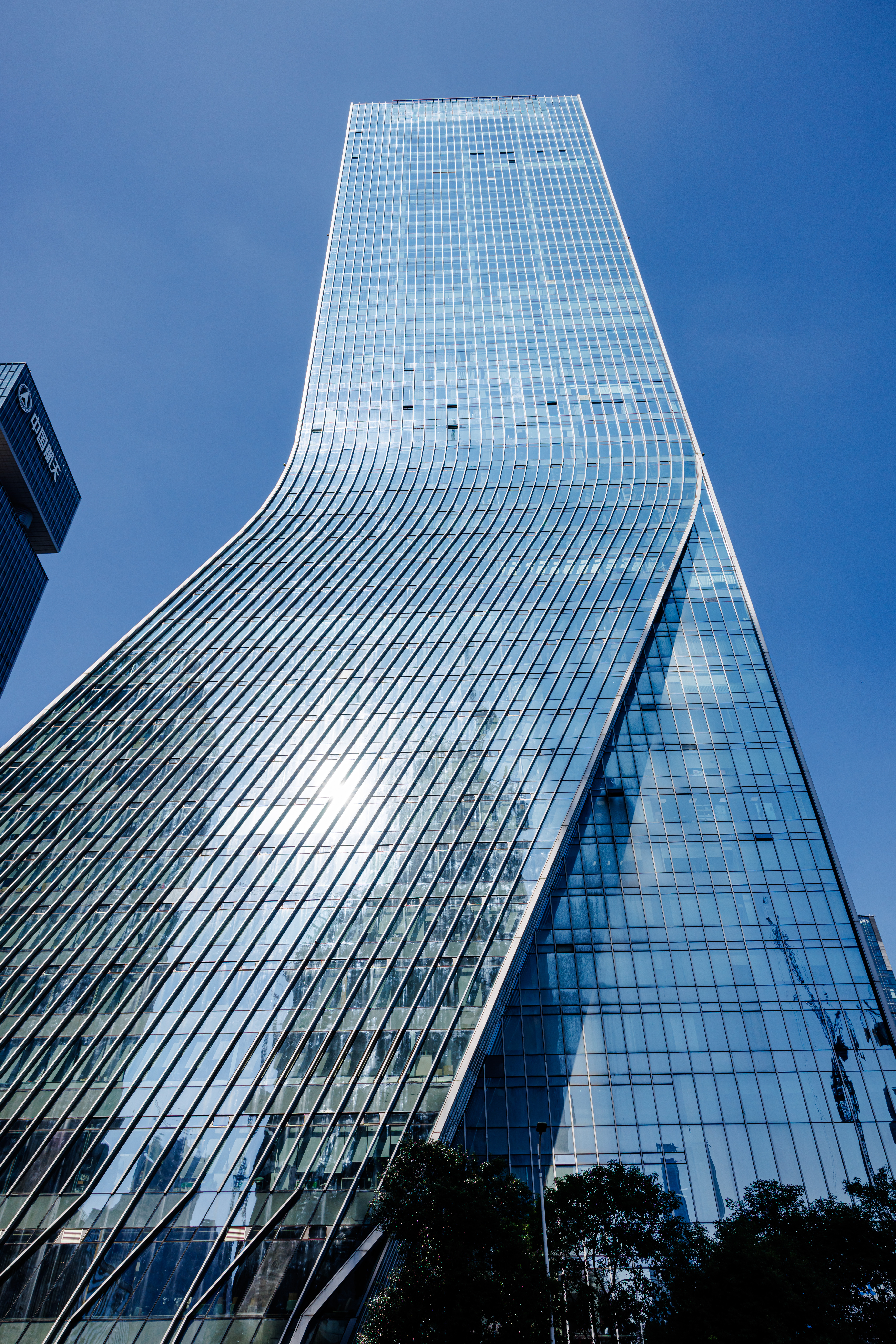
卓越后海中心，是恒大集团先前在深圳的总部

- 1996年，曾操盘广州卖座楼盘珠岛花园的广州鹏达实业有限公司总经理许家印离职创业，收购鹏达实业合资公司“广州天帝”，后将其更名为恒大地产有限公司。1997年，恒大地产拿下广州首块通过招拍挂形式出让的土地——海珠区工业大道原广州农药厂地块，建造首个项目“金碧花园”，首期以每平米2800元的亏本价开盘销售，在两小时内被抢购一空，实现销售额8000万，恒大地产因此“一战成名”，还因为市民昼夜排队买房的情形引起轰动[14]。1999年，恒大地产跃升广州本土地产发展商前十之列。2000年，开始在广东省内同时经营多个地产项目。2006年宣布进军全国市场，并提出“要用三年时间再造20个恒大”的目标[15]。
- 2008年3月，恒大地產曾在香港展開招股活動，當時計劃集資103.6億至165.8億港元，但上市計劃最終因市況不佳而取消[16]。2008年6月，恒大地產引入多名投資者，包括周大福企業、科威特Global Investment House、美林及德意志銀行的資金，籌集了三十九億港元[17]。2009年，恒大地產再次啟動上市計劃，計劃集資60億元，於11月5日在香港上市[18]，招股定價為每股3.5港元[19]。
- 2013年11月9日，恒大集团旗下的“广州恒大足球俱乐部”在2013年亚冠联赛夺得冠军。因为足球迷的疯狂，此后的一段时间内，恒大地产、恒大冰泉销量迅猛增加。恒大地產公布，2013年11月10日至2014年1月23日期間，透過附屬公司在市場上收購共約4.02億股華夏股份，占華夏銀行已發行股本總額約4.522%，收購總代價逾33億元人民幣，由內部資源撥付清償。
- 2016年6月，恒大地產集團正式更名为中国恒大集团，标志着业务由房地产向多元化拓展[20]。2016年6月26日，恒大集团在广州举行成立20周年庆典，来自全球各地的1800多位各界政商名流和明星参加了恒大举办的发展成就展、庆典典礼、文艺晚会等一系列庆祝活动。[2][21]
- 2017年8月1日，恒大集团宣布总部正式从广州搬迁至深圳市南山区，办公地点位于卓越后海中心和阿里中心[22]。
- 2017年11月6日，山東高速、苏宁电器集团、深圳正威、嘉禹投資及四川鼎祥股權投資基金等，向恒大集团子公司恒大地產注資600億人民幣（約719億港元），佔恒大地產經擴大股權約14.11%權益，其中蘇寧電器和山東高速集團各向恒大地產出資200億元（約240億港元），各佔恒大地產4.7%股份，完成3輪增資後，投資者合計向恒大地產投入1300億元資金，涉及經擴大股本約36.54%，恒大集團持股比例由目前的73.88%，攤薄至63.46%。[23]
- 2018年5月25日，中国房地产业协会、中国房地产测评中心联合发布“2018中国房地产上市公司100强”，恒大综合实力居第一名。[24]
- 2018年7月19日，2018《财富》世界500强发布，恒大以460.19亿美元的营业收入位列230名，较2017年大幅上升108位。[25]
- 2018年9月21日，中國恒大集團斥資66.8億人民幣向廣匯控股股東以外的現有股東購入新疆廣匯集團23.865%股權，同時以78.1億人民幣向廣匯集團增資，完成後恒大將持有廣匯40.964%股權，並成為第二大股東，是次交易總代價144.9億元，新疆廣匯集團持有廣匯汽車32.8%股權，而該公司持有廣匯寶信服務67.71%股權。[26]
- 2019年6月20日中國恒大集團子公司恆大集團（ 南昌 ）有限公司，以每股6元認購價，認購盛京銀行內資股22億股，總代價132億人民幣現金，持股比例將從17.28%增至36.4%。
- 2020年10月，恆大旗下恆騰網絡宣布以72億港元收購如意影業（Ruyi Pictures）。 2021 年 8 月，該公司以 4.18 億美元的價格將恆騰 7% 的股份出售給騰訊。[27]
- 2021年8月17日，恒大地產董事長從集團董事局主席許家印改為趙長龍，集團總經理及法人亦從柯鵬變為趙長龍。[28]
- 2021年9月29日，中国恒大董事会宣布称，一家全资子公司将转让盛京银行部分非流通内资股，占盛京银行已发行股份的19.93%[29]。此举将筹资15亿美元。[30]
- 2021年11月30日, 恒大足球學校官方發佈全國招生, 恒大足球學校2022年全國招生全面啓動。 校方提到，目前已有150多人入選國青、國少隊，超過過百人進入中超足球職業聯賽隊伍，並有170人入讀國內各高等學府。[31]
- 2021年12月初，惠譽將恆大列入「限制性違約」類別，這意味著該公司已正式違約，但尚未進入任何類型的破產清算。[32]2021年12月17日，由于未能在寬限期結束前支付債息，信評機構標普全球評級（S&P Global Ratings）也宣布將中國恒大集團自「CC」下調降評至「選擇性違約」（Selective Default），此舉恐觸發規模192億美元的交叉違約。[33]同月，為節約成本，恆大將主要辦公地點從深圳搬遷回廣州恆大中心。[34]
- 2023年8月16日，恒大地产公告称收到中国证监会下发的《立案告知书》，因公司涉嫌信息披露违法违规，中国证监会决定对公司立案。[35]8月17日，恆大集團在紐約申請破產保護。[36]
- 2023年8月28日，恆大股票在停牌17个月後复牌。恆大股票在开盘后不久，股价下跌超过了80%。[37]
- 2023年9月28日，恒大系股票中国恒大、恒大汽车、恒大物业均在香港交易所暂停交易[38]。同日晚，恒大集团公告称，許家印因涉嫌違法犯罪，已被依法採取強制措施。[39]
- 2023年10月2日，恒大集团和恒大物业在港交所发布公告，已提交10月3日起在港交所复盘的申请。[40]10月3日复牌后，恒大集团和恒大物业股价在开市后不跌反升，但其后个别发展，恒大涨近16%，恒大物业则跌约2%。[41]
- 2024年1月29日，香港高等法院对中国恒大集团下达清盘令。[12]
- 2025年8月25日，恒大股份正式从港交所退市[42]。

## 地产物业
- 2015年6月3日中渝置地以55億人民幣（約69.68億港元）向恒大集團出售重慶中渝92%間接權益，重慶中渝現時持有總建築面積約342萬平方米的已竣工物業 , 包括住宅、商業及酒店綜合大樓, 主要位於重慶市渝北區。
- 2015年12月2日新世界中國以135億人民幣，折合約163.6億港元，向恒大集團出售內地三個地產項目，包括武漢常青花園60%權益、海口新世界美麗沙全部權益，惠陽棕櫚島Resort三個全部權益，作價分別38億、110億及86億元，估計交易明年1月5日完成，獲利54億元利潤。
- 2015年12月29日恒大通過發行永續債，以及實際使用自有資金14億元，全面收購周大福集團位於青島、上海及北京的房地產項目，合共涉資共131億元人民幣。其中，以北京麗來花園項目收購價最大，涉資76億元人民幣。恒大又向新世界中國收購包括位於貴陽市觀山湖區以及位於成都的綜合發展項目，作價分別為53億和20億元人民幣。[43][44]
- 2015年12月29日，恒大向周大福企業以及新世界中國，收購位於四川、青島、上海及北京等6個地產項目，涉資達204億元人民幣，包括131億元向周大福企業收購四個地產項目。
- 2016年8月4日，恒大斥資91.1億元人民幣在股票市場上購入約5.17億股萬科A股，佔萬科已發行股本總額約4.68%。
- 2016年10月，恒大集團計劃將旗下恒大地產集團售予深深房，深深房A将以发行A股股份或支付现金的方式购买恒大地产100%股权。[45]
- 2016年9月，恒大集團將旗下冰泉等业务以27億元出售。[46]

据估计，截至2021年6月底，恒大正在承建总价值达1.3万亿人民币（约2000亿美元）的140万套商品房。

### 香港項目
- 2015年11月12日華人置業以124.98億元，呎價$3.62萬，出售灣仔告士打道38號及謝斐道25號美國萬通大廈給恒大地產，華置會在簽訂買賣協議後5日，先收取訂金12.5億元，繼而在物業成交後，再收取37.5億元，總代價餘額則分6年，每年支付12.5億元，華人置業出售灣仔美國萬通大廈，將錄得收益約15.294億元。
- 2018年1月，恒大集團以65億港元，每呎樓面約8,300元，向恒基地產收購福彩發展有限公司，該公司持有香港屯門管翠路住宅用地，項目已獲屋宇署批出建築圖則，可建4幢樓高19至20層高住宅樓宇，以及22幢3層高洋房，並於去年中獲批出動工紙，將提供約1,982伙，3成為迷你戶，部分單位實用樓面面積小至135平方呎。恒大集團首度進軍香港市場。項目已命名為恆大‧珺瓏灣。[48][49]
- 2022年8月，恒大宣布将获得8.18亿美元，因为新足球场的土地购买协议终止。[50]
- 2018年6月，恒大集團以轉讓模式，向新世界發展購入深水埗東京街懷德工業大廈重建項目地皮，並冇透露收購價。項目於2017年2月獲批建築圖則，將重建為一幢34層高商住大廈。項目已命名為恆大‧睿峰。
- 2019年，恒大集團再以47.05億港元向恒基地產收購元朗和生圍地皮，[49]恒大集團隨後向城規會提出發展修訂方案，計劃興建268幢洋房。恒大集團向政府補地價42億港元。[51]
- 2021年8月21日，彭博報導恒大集團正在與買家商談出售目前作為集團香港總部的灣仔中國恆大中心，以緩解集團資金短缺及債台高築的困局，[52]在25日另有報導稱恒大期望以80億港元放售目前持有的元朗和生圍地皮以籌集資金。[53]

## 恆大集團管理層
| 姓名   | 職務                             | 備註   |
| ------ | -------------------------------- | ------ |
| 许家印 | 集團董事局主席、黨委書記         |        |
| 肖恩   | 執行董事兼行政總裁               | [ 54 ] |
| 赵长龙 | 恒大地产董事长                   |        |
| 史俊平 | 執行董事兼集团常务副总裁         |        |
| 刘振   | 执行董事兼集团副总裁             |        |
| 錢程   | 執行董事兼集团副总裁、首席財務官 | [ 54 ] |
| 高寒   | 恆大俱樂部總經理                 |        |
| 段勝利 | 恆大物業執行董事、董事長         |        |
| 何妙玲 | 董事                             |        |
| 孫蓬勃 | 董事                             |        |
| 周承炎 | 獨立非執行董事                   |        |
| 李國標 | 恆大酒店集團副總經理             |        |
| 談朝暉 | 常務副總裁兼恆大健康集團董事長   |        |
| 杜亮   | 恆大財富執行董事兼總經理         |        |
| 黃賢貴 | 執行董事兼香港公司總經理         |        |
| 陳奮   | 恆大集團香港公司副總經理         |        |
| 呂沛美 | 恆大集團投資管理中心總經理       |        |
| 周壽祿 | 前恆大集團發言人及協理           | [ 55 ] |
| 吳明德 | 恆大集團發言人及資訊安全主管     |        |

## 恒大地產股東
| 股東                   | 股份    | 備註            |
| ---------------------- | ------- | --------------- |
| 中国恒大集团           | 63.46%  |                 |
| 劉鑾雄及陳凱韻（甘比） | 約9%    |                 |
| 山東高速集團           | 5.6652% | （230億人民币） |
| 苏宁电器集团           | 4.7038% | （200億人民币） |
| 嘉禹投資               | 1.82%   | （70億人民币）  |
| 深圳正威集團           | 1.1759% | （50億人民币）  |
| 廣州逸合投資           | 1.1759% | （50億人民币）  |
| 四川鼎祥股權投資基金   | 1.1759% | （50億人民币）  |
| 深圳控股               |         |                 |

## 旗下业务

### 房地产
恒大地产在中国房地产市场位于一线阵营，与另外两大位列三甲的房企万科、碧桂园素有“万恒碧”之称。

### 物业管理
恒大物业在中国310多个城市服务约2800个项目，是中国规模最大的物业管理运营商之一。2020年12月2日，恒大物业在香港联交所主板挂牌上市。

### 汽车
恆大集團於2019年11月宣佈會在未來三年投入450億人民幣發展新能源汽車，在广州南沙、上海建设三个生产基地，在2020年以恆大新能源汽車之名推出首批電動汽車“恒驰”系列概念，并入股全球最大汽車經銷商廣匯集團，建立销售网络；與國家電網成立合資公司「國網恒大」，銳意提供社區停車庫車位的智慧充電服務。

### 旅游
恒大旅游集团主要运营两大主题乐园品牌“恒大童世界”、“恒大水世界”，并在海南建有大型旅游度假综合体“中国海南海花岛”。

### 健康
恒大健康集團主要运营养老公寓社区“恒大养生谷”，并与美国布莱根妇女医院合作，在海南经营博鳌恒大国际医院。恆大健康產業在2015年，由控股公司恆大地產集團有限公司（中國恆大集團前身），以及韩国原辰医疗美容集团，組成「恒大原辰医学美容医院」。

### 網絡
2015年6月23日，恆大集團与騰訊联手以7.50亿港币收购马斯葛集团，将其更名为「恆騰網絡」，起初主要专注于互联网家居社区服务，推出綜合社區O2O平台「恆騰密蜜」，后转型互聯網流媒體業務。2020年10月26日，恒腾网络宣布以发行新股的方式，收购儒意影业及旗下流媒体平台“南瓜电影”100%股份，交易总价约为72亿港元。

### 金融
恒大集团于2015年收购中新大东方人寿保险公司50%的股权，更名为恒大人寿。此外，恒大集团曾为盛京银行第一大股东，但已于2021年9月以近100亿人民币将所持股份售予沈阳盛京金控投资集团。
恒大集團於2015年11月成立恒大金服，並於2016年3月上線，2018年中國網絡借貸平台集體倒閉事件中，全國多個P2P倒閉，行業全面整頓，恒大金服諸多產品隨後下架。2019年5月30日，恒大金服宣布更名為恒大財富。
2015年11月，恒大财富成立，法定代表人为杜亮，由恒大集团子公司恒大金融控股集团（深圳）有限公司全资持股。2021年8月，由於出现兑付困难，定融产品全面停止对外销售。截至2021年12月31日及2022年12月31日止，未兑付本息分别为合计约410亿元及约340亿元人民幣。恒大财富還被列为失信被执行人。2023年9月，杜亮被警方采取刑事强制措施。

### 快速消费品
恒大集团在2013年11月宣布进军矿泉水行业，推出高端产品“恒大冰泉”，以水源地为长白山银龙泉为卖点，2016年9月28日，恒大集团向多家买方出售集团粮油、乳制品及矿泉水业务的全部权益，总代价约为27亿元。2021年，恒大集团宣布已回购恒大冰泉、恒大粮油的股权，计划将其打包上市，惟在年内以20亿人民币出售恒大冰泉49%股权。

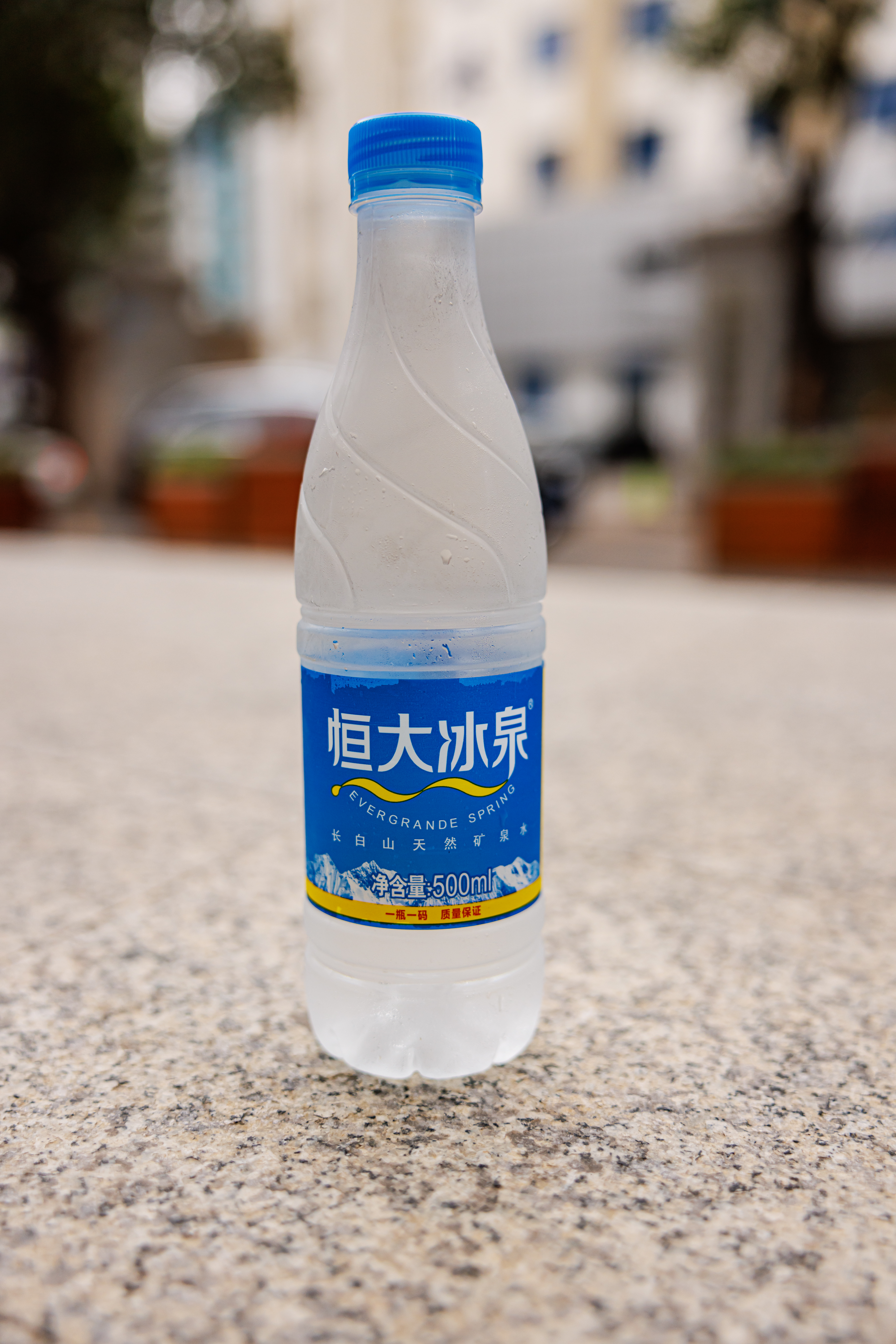
恆大冰泉礦泉水

### 体育
2010年3月，恒大以1亿元人民币买断广州足球俱乐部全部股权。2020年4月16日，恒大在广州市番禺区谢村开建广州恒大足球场。

### 文化娱乐
恒大集团于2010年12月斥巨资成立恒大音乐，邀请宋柯担任董事长，高晓松担任音乐总监，邀请金志文、大张伟成为旗下签约艺人，创立巡演品牌“恒大星光音乐狂欢节”，2015年退出运营，“恒大音乐”改名为“新傲音乐”。
恒大歌舞团成立於1999年9月，但很长一段时间仅限於在恒大公司內部表演。2011年1月，正式註冊公司主体，开始对外运营。许家印大赞歌舞团：“是门面，也是恒大文化重要的组成部分。” 2021年上半旬，恒大歌舞团解散。 
恒大影視自2010年11月成立，由於缺乏核心骨幹，多為跟投。

## 業績
|        | 營業額     | 毛利(毛虧) | 純利(虧損)   | 備註 |
| ------ | ---------- | ---------- | ------------ | ---- |
| 2014年 | 1,114億    | 318億      | 億           |      |
| 2015年 | 1,331.3億  | 374.1億    | 億           |      |
| 2016年 | 2,114.4億  | 594.2億    | 億           |      |
| 2017年 | 3,110.2億  | 1,122.6億  | 億           |      |
| 2018年 | 4,662億    | 1,689.5億  | 373.9億      |      |
| 2019年 | 4,775.6億  | 1,329.4億  | 172.8億      |      |
| 2020年 | 5,072億    | 1,226億    | 80.76億      |      |
| 2021年 | 2,500.1億  | (184.48億) | (4,760.35億) |      |
| 2022年 | 2,300.67億 | 249.87億   | (1,059.14億) |      |

## 爭議事件
- 2010年，恒大地產於2008年投得的廣州天河絹麻廠的地皮因閒置多時有屯地嫌疑，遭檢舉後被當地政府收回[66]。
- 2012年，美国浑水机构香橼研究发布做空报告，指责恒大存在财务风险，后被香港证监会认定为虚假指控并在5年内禁止进入香港市场[67]。2015年5月7日，国际评级机构标准普尔把恒大的长期企业信用评级由“BB-”下调至“B+“，评级展望为负面，而中国国内评级机构中诚信国际、大公国际、联合评级均将恒大评为最高信用等级“AAA”，评级展望为稳定[68]。2016年4月，标普将恒大长期企业信用评级再次下调至“B-”，展望为负面，在2021年恒大出现资金危机后，中诚信国际将恒大地产主体及相关项目撤出信用评级观察名单，展望调整为负面，而恒大地产主体信用等级仍维持在“AAA”级[68]。
- 2015年10月中國中央電視台報導恒大入主官民合建的山東一家村拆遷大型建案後，發生資金鏈斷裂拖欠農民工薪資和下游包商工程款事件[69]，消息傳出業界嘩然，央視報導中指出2014年初開始二三線城市房價走跌，中小型建商資金斷裂和官司糾紛頻傳，原承建山東高速公司為增加資金安全性所以引民資增加建案資本，所以找上最有實力的恒大地產，不料反而是恒大入主後開始諸多怪現象，下包商山東久安消防公司在完成點交一千多萬人民幣的施工成果後恒大僅支付40萬，無理由拖欠。上包山東高速則表示全案3年多至今已經撥款25億以上，不知恒大如何安排款項去向。
- 2015年11月恒大再度夺得亚冠冠军，但是队员所穿着球衣的胸前广告为恒大人寿，而不是合同赞助方东风日产。这一违背合同的行为被东风日产、央视等诸多机构谴责。
- 2021年7月8日，恒大集團管理層豪華款待香港保安局三名官員並牽涉強姦案的保安局高官出席涉性侵晚宴事件曝光，恒大香港常務副總經理陳奮涉嫌強姦一名女子被拘捕及被起訴[70]，更因為香港特區政府迴避披露官員出席奢華飯局的細節，香港特首林鄭月娥聲稱應相信三位涉案高官的為人而不調查公職人員行為失當及不追究違反公務員守則，並且稱「事件應告一段落」而震驚香港社會[71]。
- 2021年9月13日，由於恒大财富爆發兌付危機，有多名投资者包围了恒大在广东深圳的总部大楼抗议。恒大晚间发布声明称，“公司目前确实遇到了前所未有的困难，但公司坚决履行企业主体责任，全力以赴复工复产，保交楼，想尽一切办法恢复正常经营，全力保障客户的合法权益。”[72]而此時有6名高管提前赎回恒大财富。恆大集团隨後要求6名管理人员提前赎回的款项必须限期返还。[73][74]
- 2021年12月7日，香港01报道称，恒大执行董事、香港公司总经理黄贤贵將標價3,388港元的果籃，赠送给香港入境處副處長郭俊峯，以及入境處首席入境事務主任汪奇的住所。12月8日，保安局局長鄧炳強出席活動時回應事件，指相關官員已經解釋，入境處會調查有关事件。香港入境处发表声明称正就事件作出跟进，如发现有违法或不当行为，将严肃处理[75][76]。
- 2022年1月，内地媒体报道称，恒大在海南填海建造的“世界最大人工島”恆大海花島，其中一期39幢住宅因規劃許可證系違法取得，存在違反《中華人民共和國城鄉規劃法》第四十條之規定的情形，當地監管機構勒令須在10日內將建築拆除。海南儋州市管理局自2019年開始調查海花島有否違規，先後立案共14宗，處罰款逾2億元人民幣。海南省政府至2020年再責令儋州市要落實整治上述39幢住宅建築，隨後更責令該項目全面停工，收回預售許可證，撤銷備案，並要求提出妥善處置方案。受此影响，公司於開市前宣布停牌[77]。1月3日，恒大集团致函海花岛业主，将按照海南省儋州市综合行政执法局发布处罚决议书的指引积极沟通、妥善处理，并表示海花岛将根据当局要求积极整改。据《致海花岛业主的一封信》，儋州市综合行政执法局发布处罚决议书，仅针对海花岛二号岛的39栋楼，不涉及6万零567户已收楼业主及628户未收楼业主的地块和楼宇[78]。
- 2024年5月31日，证监会認定恒大地产通过财务造假欺诈发行债券，並要求恒大地产繳納罚款41.75亿元。[79]

## 財務問題
- 2016年10月，恒大集團宣布欲借殼「深圳經濟特區房地產（集團）股份有限公司」（000029.SZ，簡稱「深深房」），分拆恒大地產回歸大陸Ａ股上市。2017年3月，恒大引入了人民幣1,300億元的戰略投資，涉及27個投資協議，包括蘇寧電器等[80]。但借殼計劃一直至2020年仍未能成事，深深房自2016年9月14日起停牌，已超過4年，2020年9月21日，深深房公吿稱，還將繼續停牌。[81]
- 2016年12月，中共中央总书记习近平在中央经济工作会议上提出“房住不炒”[82]，逐步限制房地产投机行为，大量中国房地产企业因为政策限制陷入流动性危机乃至于倒闭，企业融资环境更进一步恶化[83]。2021年9月8日，《財新》指恒大集團旗下的投資理財公司「恒大財富」已暫停部分兌付。9月10日，許家印召開「恒大財富專題會」，來自中國各地的投資者到恒大位於深圳的總部及分公司抗議，要求贖回理財產品，並高叫「許家印，還我血汗錢！」等口號。會上恒大財富執行董事兼總經理杜亮承認5月31日因家中有急事已提前贖回所投資的理財產品。9月13日，恒大集團提供現金分期兌付、實物資產兌付、沖抵購房尾款兌付三種方式供投資者選擇。[60][84][85]9月14日，恒大集团在向香港交易所提交的公告中承认，恒大物业合约销售金额在2021年6月－8月呈下降趋势，并预测在9月将继续大幅度下降。[86]9月16日，恒大集團所有存續的公司債券停牌1個交易日。[87]恒大欠供应商、债权人和投资者总计1.9665万亿元人民币（合3000多亿美元）[88]，大致相当于2020年中国国内生产总值的2%[89]。恒大2021年6月30日公布的年中财报显示，恒大净负债率达99.8%。[90]
- 2023年7月18日，恒大集团发布3组財務報表。财报显示，恒大集团截至2022年12月31日负债总额24374.1亿元人民币，收入2300.7亿元人民币，毛利249.9亿元人民币，亏损1258.1亿元人民币。财报引起反响。[91][92][需要較佳来源][93][94]8月16日，恒大地产被指涉嫌信息披露违规而遭证监会立案调查。[95]
- 2024年1月29日，香港高等法院對中國恆大集團頒下清盤令，恆大系股票隨即宣佈停牌。[12]
- 2024年3月18日，中国证监会指恆大地產在2019至2020年期間財務造假達人民幣5640億元，虛增利潤920億元。證監會向恒大地产下发行政处罚及市场禁入事先告知书。证监会拟决定，责令恒大地产改正，给予警告，并处以41.75亿元人民币的罚款，同时对七名高管处以警告与罚款，許家印終身禁入證券市場。[96][97]同日，湖北省咸宁市中级人民法院对中國恆大集團及许家印下发限制高消费令。[98]3月24日，恒大集團向美國法院提交撤回破產保護申請。[99]彭博社报道，中国正在调查独立会计师普华永道在恒大财务造假案中的作用。[50]
- 2024年4月27日，恒大地产被深圳市南山区税务局公示欠房产税752万余元。[100]
- 2024年5月31日，证监会对恒大地产债券欺诈发行及信息披露违法案作出行政处罚决定。[101]